# موش صحرایی هیرکانی
 موش صحرایی هیرکانی(نام علمی: Apodemus hyrcanicus) نام یک گونه از تیره موشان است.